# Khalifa bin Zayed Al Nahayan
El xeic Khalifa bin Zayed bin Sultan Al Nahyan (àrab: خليفة بن زايد بن سلطان آل نهيان, Ḫalīfa ibn Zāyid ibn Sulṭān Āl Nahyān) (Al-Ain, EAU, 7 de setembre de 1948- 13 de maig de 2022) fou emir d'Abu Dhabi i president dels Emirats Àrabs Units (EAU). Va accedir al càrrec el 3 de novembre de 2004, reemplaçant el seu pare Zayed II bin Sultan Al Nahayan, que havia mort el dia anterior. Anteriorment ja havia exercit com a president interinament mentre el seu pare estava malalt. Fou succeït com a president pel seu germà Mohammed bin Zayed Al Nahyan.